# Nurbergen
Nurbergen (turkiska: Nur Dağları), tidigare Amanosbergen, är en bergskedja i Hatayprovinsen i sydöstra Turkiet.
De börjar i den östra delen av Taurusbergen och går mot sydväst längs Medelhavets kust till Libanon. Bergen utgjorde en naturlig gräns mellan Kilikien och Syria. Bozdağ (Daz Dağı) är med sina 2 240 meter över havet bergkedjans högsta topp. 
Bergen kallas också Gâvur Dağları (de icke troendes berg) eftersom de fram till det armeniska folkmordet hade flera kloster och en kristen befolkning. 
Bergskedjan genomkorsas av flera bergspass varav både Belempasset (Syriska porten) och Bançepasset (Armeniska porten) spelade en viktig roll när Alexander den stores trupper drabbade samman med Dareios III:s i samband med slaget vid Issos.
De afrikanska,  eurasiska och  arabiska kontinentalplattorna möts i södra Turkiet där de trycker upp både Taurusbergen och Nurbergen vars sluttningar består av paleozoisk skiffer täckt av kalksten. Det finns spår av gruvdrift i området.

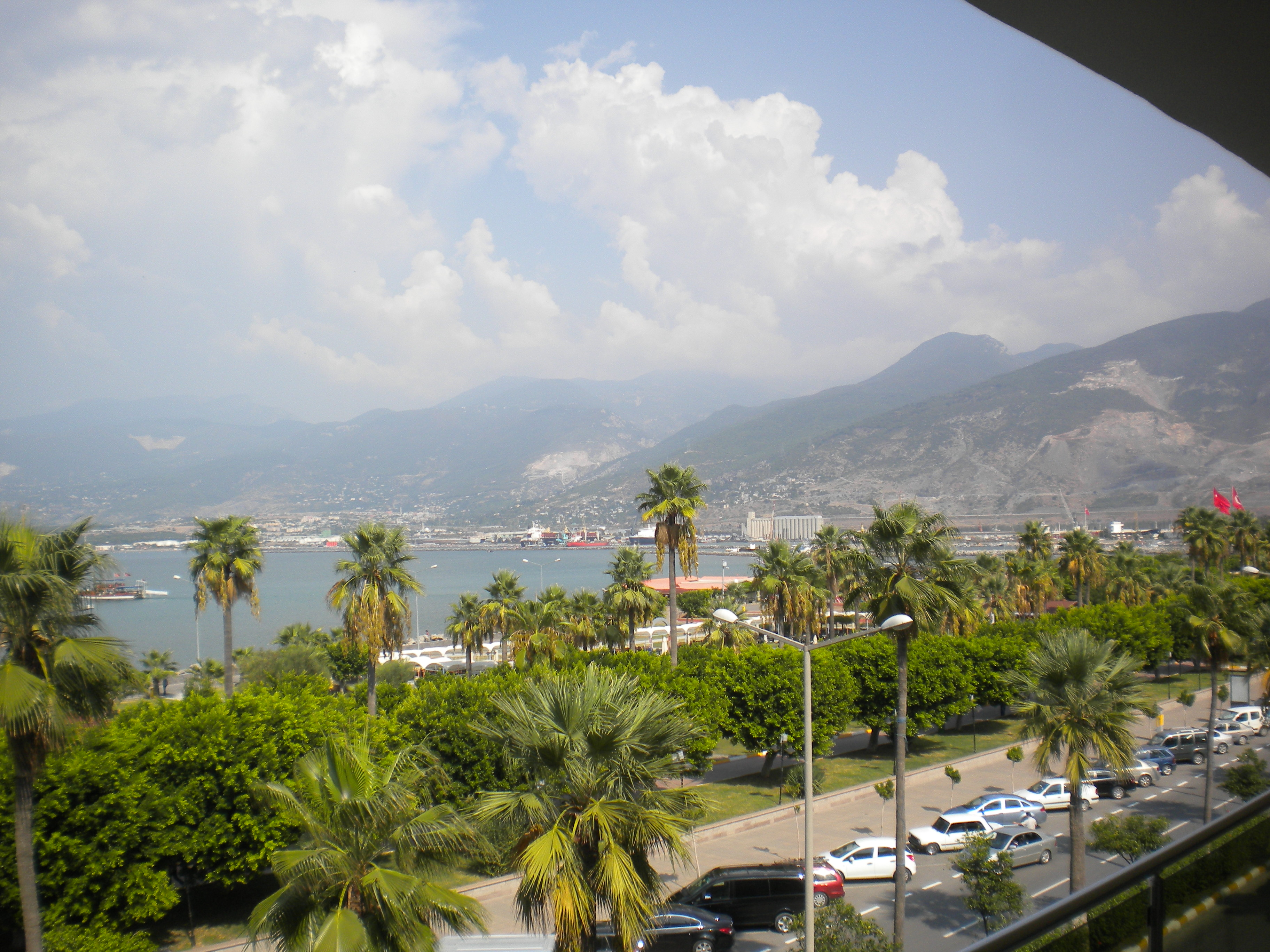
İskenderun med Nirbergen i bakgrunden.

Hamnstaden İskenderun, som ligger vid foten av Nurbergen var tidigare en stor karavanseraj på den gamla handelsvägen från Mindre Asien till Syrien. Öster om bergen ligger staden Antakya på en bördig slätt vid floden 
Orontes.